# White Eagle Aviation

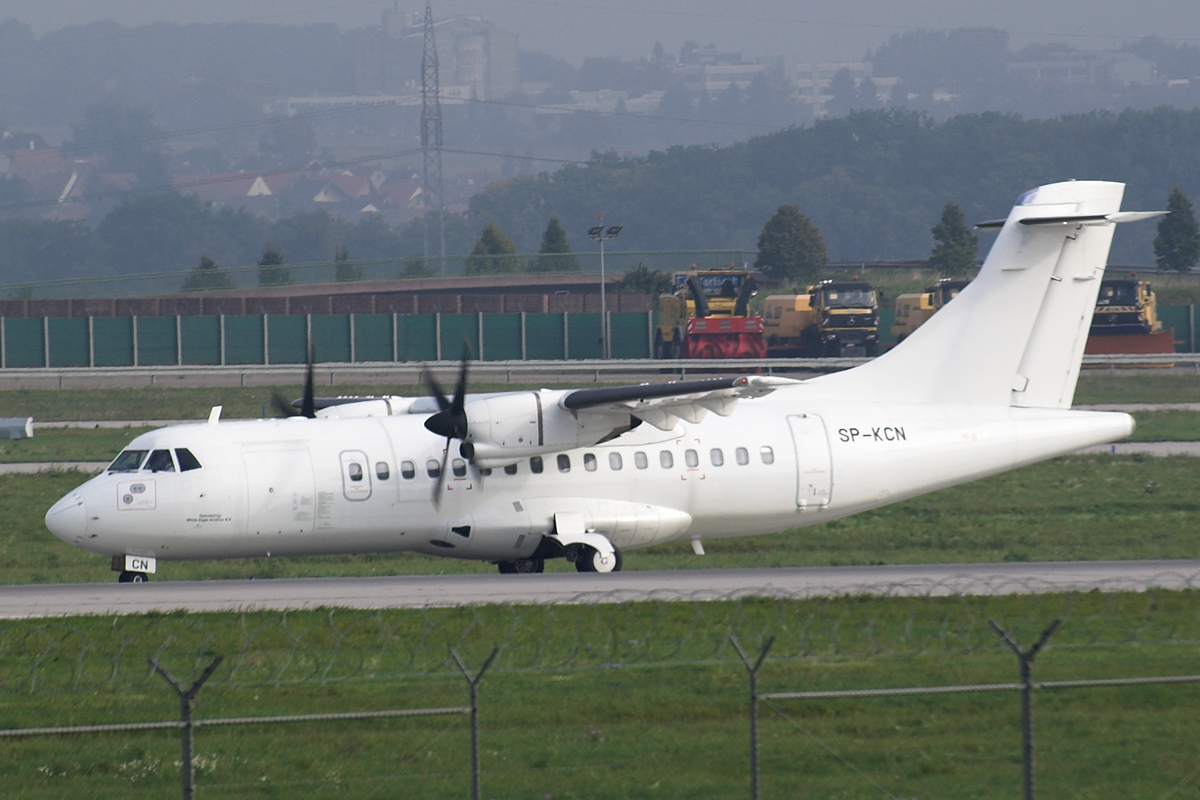
AT42 SP-KCN van White Eagle Aviation

White Eagle Aviation of WEA was een Poolse luchtvaartmaatschappij met thuisbasis in Warschau.

## Geschiedenis
White Eagle Aviation werd opgericht in 1992 als White Eagle General Aviation. Van 1997 tot 2010 werd de naam White Eagle Aviation gebruikt. In 2010 werd het bedrijf opgeheven.

## Vloot
De vloot van White Eagle Aviation bestond uit: (april 2007)
- 2 ATR-42-300